# 小田島村
小田島村（おだしまむら）は、かつて山形県北村山郡にあった村。

## 沿革
- 1889年（明治22年）4月1日 - 町村制施行に伴い北村山郡郡山村、蟹沢村、野田村、島大堀村が合併し、小田島村が発足。
- 1954年（昭和29年）8月1日 - 北村山郡東根町、東郷村、高崎村、大富村、長瀞村と合併し、東根町を新設して消滅。